# Серебренніков Микола Миколайович
Микола Миколайович Серебренніков (8 липня 1900 року, Верхні Мулли, Пермська губернія — 21 травня 1966 року народження, Перм, СРСР) — радянський російський педагог і мистецтвознавець, який присвятив своє життя збиранню зразків і вивченню пермської дерев'яної скульптури, засновник Іллінського районного краєзнавчого музею.

## Біографія
Народився в 1900 році в Пермській губернії. Служив писарем в армії Колчака. Працював учителем школи II ступеня в селі Іллінському. З 1925 по 1949 рік займав посаду директора Пермської державної художньої галереї, пізніше — головного хранителя.
Серебренніков М. М. організував ряд експедицій на північ Пермської області з метою пошуку та вилучення церковних цінностей. В ході однієї з таких експедицій, у 1923 році було знайдено 248 самобутніх дерев'яних скульптур і безліч шедеврів давньоруського мистецтва, які згодом стали основою всесвітньо відомої колекції дерев'яної скульптури Пермської державної художньої галереї. У 1928 році було опубліковано дослідження Серебреннікова М. М. «Пермська дерев'яна скульптура».
Організував і до 1942 року очолював Пермський союз художників. У роки Другої світової війни забезпечив зберігання евакуйованих цінностей Російського музею та Третьяковської галереї.